# 广宁街道 (北镇市)
广宁街道，是中华人民共和国辽宁省锦州市北镇市下辖的一个乡镇级行政单位。

## 行政区划
广宁街道下辖以下地区：
八家子村、观音洞村、常屯村、东王村、赵营子村、屈屯村、马屯村、周屯村、杨家村、东门外村、刘家村、白庙子村、汪家坟村、台子屯村、杨家店村、张代村、车屯村、梁屯村、腰孤村和石灰村。